# Tetraponera plicatidens
Tetraponera plicatidens är en myrart som först beskrevs av Santschi 1926.  Tetraponera plicatidens ingår i släktet Tetraponera och familjen myror. Inga underarter finns listade i Catalogue of Life.

## Bildgalleri

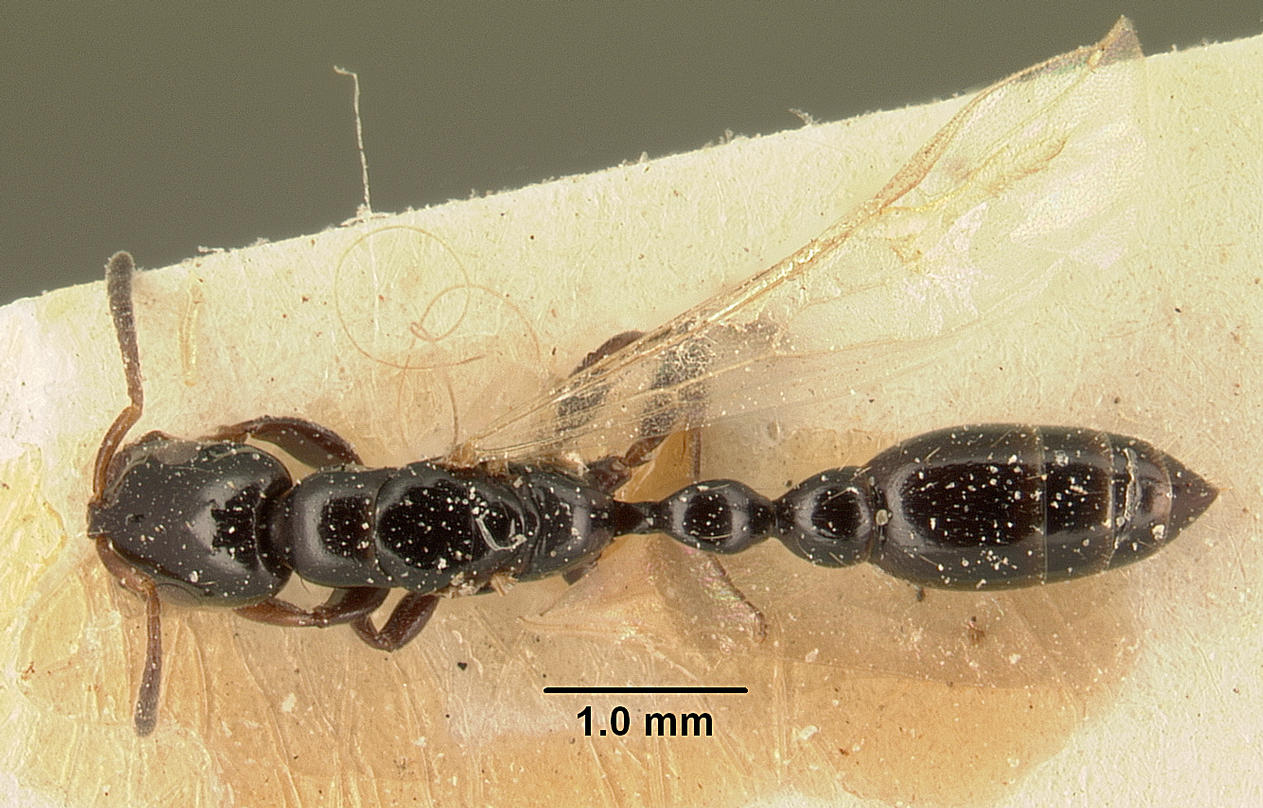
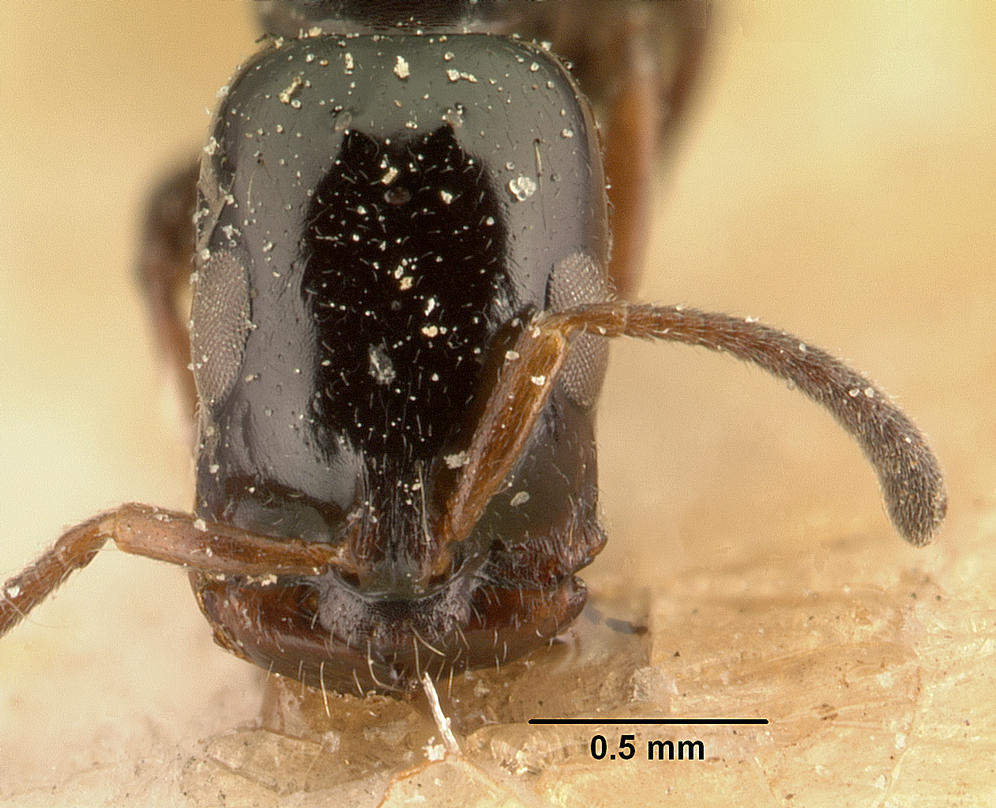
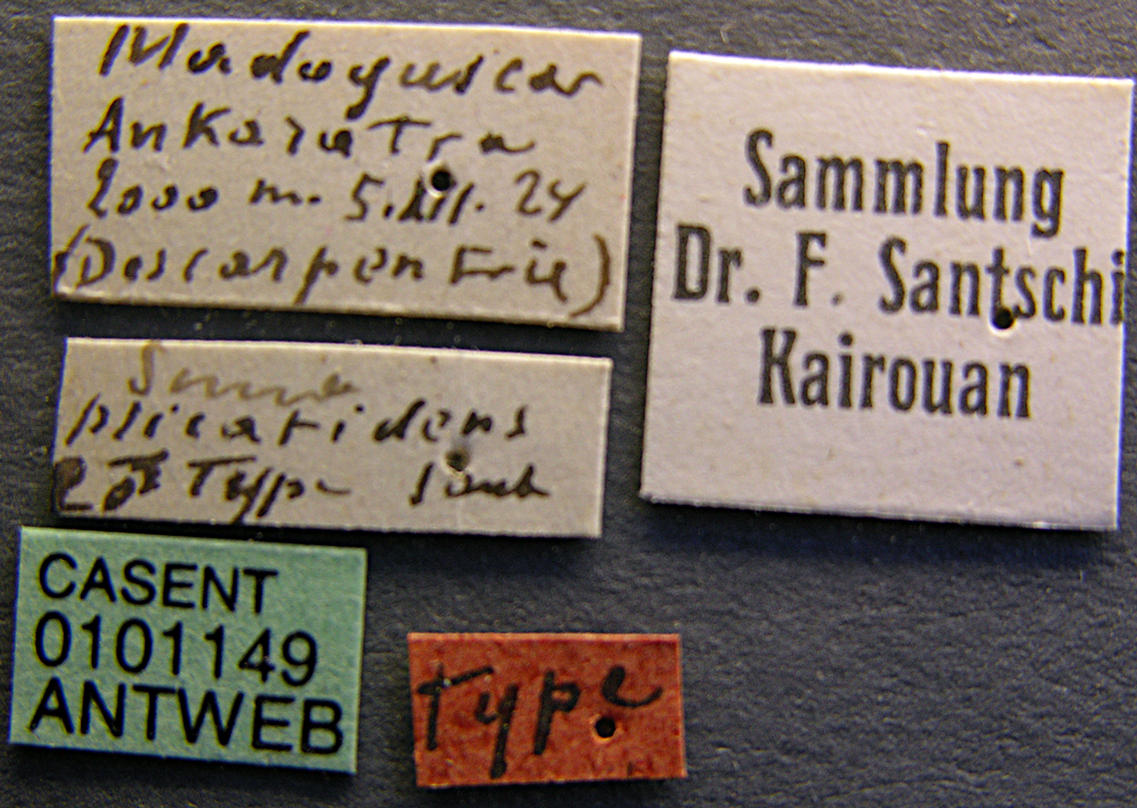
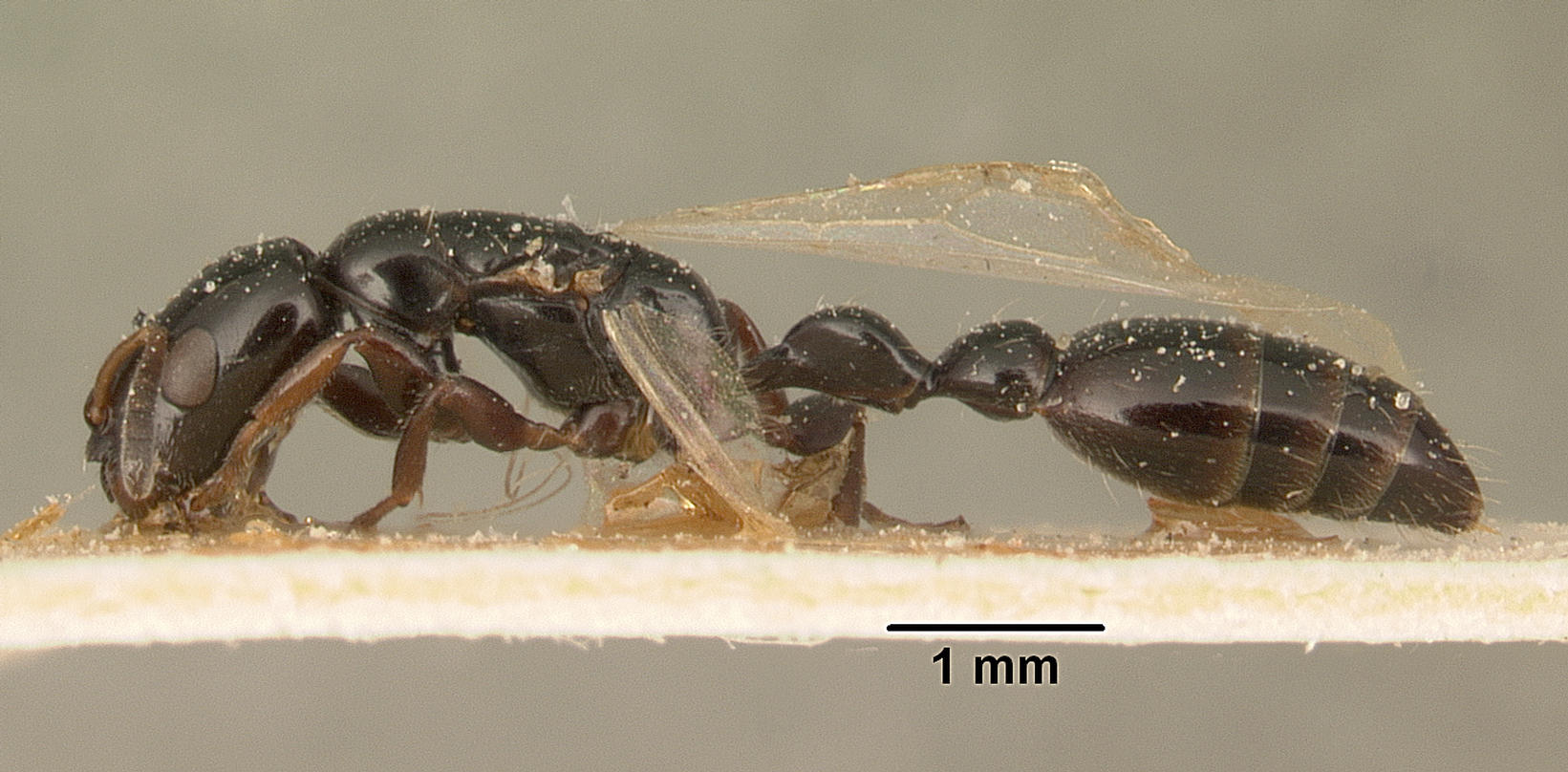
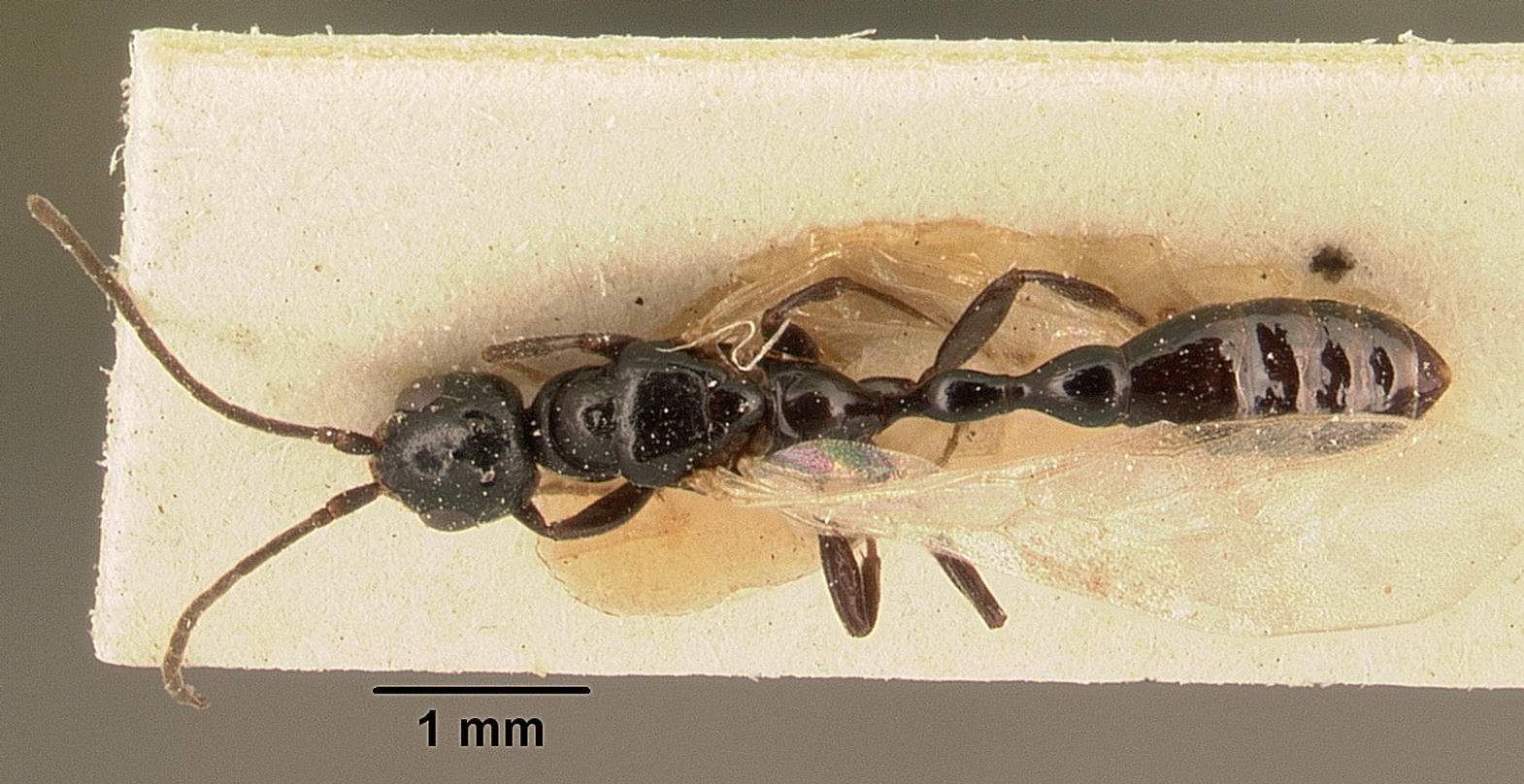
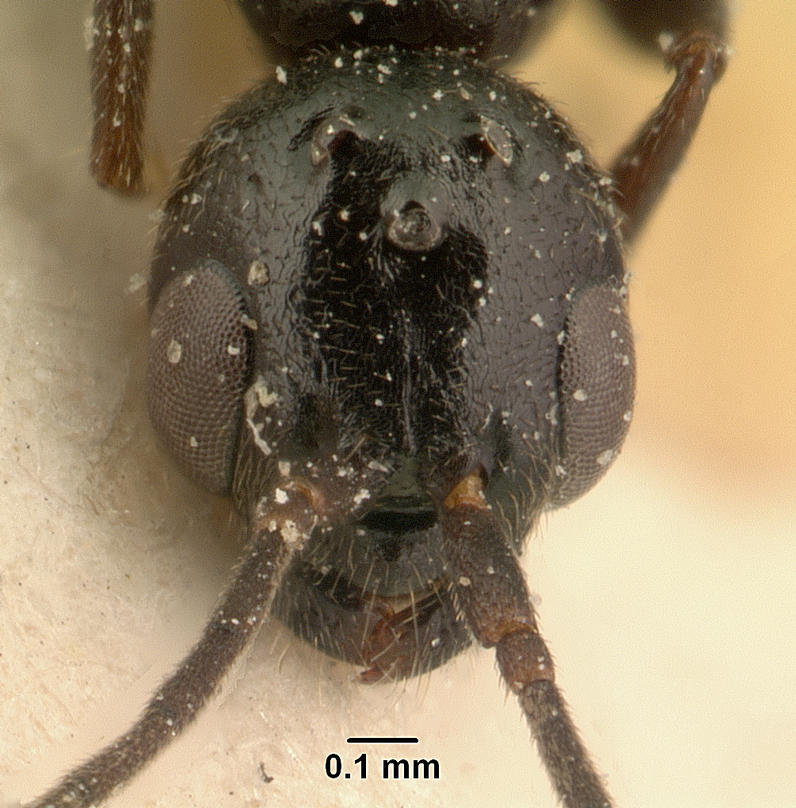